# Vincent van der Burg
Vincent Arthur Maria van der Burg (Zeist, 17 april 1945 – aldaar, 29 april 2020) was een Nederlands wetenschapper, advocaat en politicus namens de KVP en na de fusie namens het CDA. Van der Burg was bijna 19 jaar actief in de Tweede Kamer.

## Loopbaan
Van der Burg ging na het gymnasium-α aan de Jezuïeten-school De Breul in Zeist Nederlands recht studeren aan de Katholieke Universiteit Nijmegen van 1964 tot 1968. Aansluitend promoveerde hij aan diezelfde universiteit in 1971 in de rechtsgeleerdheid en was hij werkzaam als wetenschappelijk medewerker handelsrecht aldaar.
Van 1972 tot 1975 was hij actief als advocaat en procureur in Utrecht, en van 1975 tot 1979 als administrateur bij het ministerie van Economische Zaken.
In 1979 kwam hij tussentijds in de Kamer en in 1982 werd hij na een korte afwezigheid weer voor een half jaar lid. Na een afwezigheid van enkele maanden bleef hij vervolgens lid tot zijn afscheid in 1998. Van der Burg werd gezien als een tamelijk behoudende katholieke Justitie- en politie-woordvoerder van het CDA in de Tweede Kamer en hield zich ook bezig met Binnenlandse Zaken. Hij diende in 1985 samen met Piet Stoffelen (PvdA) een initiatiefwetsvoorstel in over het verlenen van het recht van onderzoek aan een minderheid van de Eerste en Tweede Kamer. Dit voorstel werd in 1987 door de Eerste Kamer verworpen.
Van der Burg was lid van de parlementaire enquêtecommissie Parlementaire enquête naar de RSV-werf (1983 tot 1987). Van 1982 tot 1989 was hij ondervoorzitter van de vaste commissie voor de Politie en van 1990 tot 1994 voorzitter van de vaste commissie voor Binnenlandse Zaken. Daarnaast was hij van 1992 tot 1994 ondervoorzitter van de parlementaire enquêtecommissie inzake het functioneren van uitvoeringsorganen in de sociale zekerheid en omstreeks 1993 zat hij de subcommissie voor die zich bezighield met de herziening van het Burgerlijk Wetboek. Van 1994 tot 1998 was hij voorzitter van de Tweede Kamercommissie voor de Geloofsbrieven en van de vaste commissie voor Justitie.
Van der Burg vervulde diverse bestuurlijke functies, waaronder bij zijn voormalige middelbare school en de Raad van Commissarissen bij Delta Lloyd Groep en Nestlé Nederland. Vanaf 2012 was Van der Burg voorzitter van Stichting Genetische Genealogie in Nederland en lid van de Raad van Advies van het Internationaal Museum voor Familiegeschiedenis. In 1993 werd Van der Burg benoemd tot ridder in de Orde van de Nederlandse Leeuw.
Vincent van der Burg overleed in 2020 op 75-jarige leeftijd.
- Parlement.com: vg09llmiubzd